# Sandro Cortese
Sandro Cortese (né le 6 janvier 1990 à Ochsenhausen, Allemagne) est un pilote de moto allemand, vivant actuellement à Berkheim. En 2012, il devient champion du monde de Moto3.

## Biographie
Ce jeune allemand d'origine italienne, par son père, a commencé sa carrière à l'âge de neuf ans avec les mini-motos et a décroché le titre européen de mini-motos, et est aussi devenu le champion allemand de mini-motos.Il a remporté le premier titre mondial de moto 3 en 2012.
En 2018 il devient également champion du monde Supersport 600 au guidon de sa Yamaha R6.

## Carrière en Grand Prix moto

### Par saison
(Mise à jour après le  Grand Prix moto de la Communauté valencienne 2017)
| Année | Cat.    | Équipe                     | Moto    | GP  | Vict. | Pod. | Poles | MTC | Pts  | Pos. | Titres |
| ----- | ------- | -------------------------- | ------- | --- | ----- | ---- | ----- | --- | ---- | ---- | ------ |
| 2005  | 125 cm³ | Kiefer-Bos-Castrol Honda   | Honda   | 16  | -     | -    | -     | -   | 8    | 26e  | -      |
| 2006  | 125 cm³ | Elit - Caffè Latte         | Honda   | 16  | -     | -    | -     | -   | 23   | 17e  | -      |
| 2007  | 125 cm³ | Emmi - Caffè Latte         | Aprilia | 17  | -     | -    | -     | -   | 66   | 14e  | -      |
| 2008  | 125 cm³ | Emmi - Caffè Latte         | Aprilia | 17  | -     | -    | -     | 1   | 141  | 8e   | -      |
| 2009  | 125 cm³ | Ajo Interwetten            | Derbi   | 16  | -     | 3    | 1     | 2   | 130  | 6e   | -      |
| 2010  | 125 cm³ | Red Bull Ajo Motorsport    | Derbi   | 17  | -     | 2    | 1     | 2   | 143  | 7e   | -      |
| 2011  | 125 cm³ | Intact-Racing Team Germany | Aprilia | 17  | 2     | 6    | 1     | 2   | 225  | 4e   | -      |
| 2012  | Moto3   | Red Bull KTM Ajo           | KTM     | 17  | 5     | 15   | 7     | 4   | 325  | 1e   | -      |
| 2013  | Moto2   | Dynavolt Intact GP         | Kalex   | 17  | -     | -    | -     | -   | 22   | 19e  | -      |
| 2014  | Moto2   | Dynavolt Intact GP         | Kalex   | 18  | -     | 1    | -     | -   | 85   | 9e   | -      |
| 2015  | Moto2   | Dynavolt Intact GP         | Kalex   | 18  | -     | 1    | -     | -   | 90   | 11e  | -      |
| 2016  | Moto2   | Dynavolt Intact GP         | Kalex   | 17  | -     | 1    | -     | -   | 61   | 15e  | -      |
| 2017  | Moto2   | Dynavolt Intact GP         | Kalex   | 18  | -     | -    | -     | -   | 43   | 18e  | -      |
| Total |         |                            |         | 221 | 7     | 29   | 10    | 11  | 1361 |      | -      |

### Par catégorie
(Mise à jour après le  Grand Prix moto de la Communauté valencienne 2017)
| Cat.    | Année     | 1er GP   | 1er podium | 1re victoire | Courses | Victoires | Podiums | Poles | MTC | Points | Titres |
| ------- | --------- | -------- | ---------- | ------------ | ------- | --------- | ------- | ----- | --- | ------ | ------ |
| 125 cm³ | 2005-2011 | ESP 2005 | QAT 2009   | RTC 2011     | 116     | 2         | 11      | 3     | 7   | 736    | -      |
| Moto3   | 2012      | QAT 2012 | QAT 2012   | POR 2012     | 17      | 5         | 15      | 7     | 4   | 325    | 1      |
| Moto2   | 2013-     | QAT 2013 | CZE 2013   |              | 88      | -         | 3       | -     | -   | 301    | -      |
| Total   | 2005-?    |          |            |              | 221     | 7         | 29      | 10    | 11  | 1361   | 1      |

### Résultats détaillés
(Les courses en gras indiquent une pole position; les courses en italiques indiquent un meilleur tour en course)
| Année | Cat.    | Moto    | 1      | 2       | 3       | 4       | 5       | 6       | 7       | 8       | 9       | 10      | 11      | 12      | 13      | 14      | 15      | 16      | 17      | 18      | Classement | Points |
| ----- | ------- | ------- | ------ | ------- | ------- | ------- | ------- | ------- | ------- | ------- | ------- | ------- | ------- | ------- | ------- | ------- | ------- | ------- | ------- | ------- | ---------- | ------ |
| 2005  | 125 cm3 | Honda   | SPA 20 | POR 25  | CHN Ab. | FRA 15  | ITA Ab. | CAT 23  | NED 24  | GBR 15  | GER 14  | CZE 14  | JPN Ab. | MAL 21  | QAT 17  | AUS 19  | TUR 14  | VAL Ab. |         |         | 26e        | 8      |
| 2006  | 125 cm3 | Honda   | SPA 16 | QAT Ab. | TUR 16  | CHN 17  | FRA 15  | ITA Ab. | CAT 19  | NED 14  | GBR 14  | GER 13  | CZE 11  | MAL 17  | AUS 14  | JPN 14  | POR 10  | VAL 18  |         |         | 17e        | 23     |
| 2007  | 125 cm3 | Aprilia | QAT 17 | SPA 7   | TUR Ab. | CHN 18  | FRA 7   | ITA 7   | CAT 11  | GBR 12  | NED 8   | GER 7   | CZE 10  | RSM 15  | POR Ab. | JPN Ab. | AUS 10  | MAL Ab. | VAL Ab. |         | 14e        | 66     |
| 2008  | 125 cm3 | Aprilia | QAT 11 | SPA 10  | POR 10  | CHN 16  | FRA 11  | ITA 8   | CAT 8   | GBR 9   | NED 4   | GER 6   | CZE 7   | RSM 7   | IND 5   | JPN 6   | AUS 6   | MAL 4   | VAL 5   |         | 8e         | 141    |
| 2009  | 125 cm3 | Derbi   | QAT 3  | JPN 6   | SPA 6   | FRA 12  | ITA 10  | CAT 9   | NED Ab. | GER 6   | GBR Ab. | CZE 6   | IND 18  | RSM 5   | POR 2   | AUS 3   | MAL 6   | VAL 8   |         |         | 6e         | 130    |
| 2010  | 125 cm3 | Derbi   | QAT 5  | SPA 11  | FRA 6   | ITA Ab. | GBR 6   | NED 5   | CAT 4   | GER 3   | CZE 16  | IND 2   | RSM 5   | ARA 5   | JPN 12  | MAL 6   | AUS Ab. | POR Ab. | VAL 5   |         | 7e         | 143    |
| 2011  | 125 cm3 | Aprilia | QAT 2  | ESP 6   | POR 2   | FRA 7   | CAT 4   | GBR 7   | P-B 4   | ITA 12  | ALL 8   | RTC 1   | IND 3   | RSM 4   | ARA 7   | JPN 5   | AUS 1   | MAL 2   | VAL Ab. |         | 4e         | 225    |
| 2012  | Moto3   | KTM     | QAT 3  | SPA 3   | POR 1   | FRA 6   | CAT 2   | GBR 3   | NED 2   | GER 1   | ITA 3   | IND 2   | CZE 3   | RSM 1   | ARA 2   | JPN 6   | MAL 1   | AUS 1   | VAL 2   |         | 1re        | 325    |
| 2013  | Moto2   | Kalex   | QAT 17 | AME 25  | ESP 18  | FRA 12  | ITA 14  | CAT Ab. | NED 14  | ALL 14  | IND 16  | CZE Ab. | GBR 20  | RSM Ab. | ARA 10  | MAL Ab. | AUS 11  | JAP 15  | VAL 16  |         | 19e        | 22     |
| 2014  | Moto2   | Kalex   | QAT 7  | AME 14  | ARG 9   | SPA 9   | FRA 12  | ITA 13  | CAT Ab. | NED Ab. | GER Ab. | IND 6   | CZE 3   | GBR 18  | RSM 12  | ARA 12  | JAP Ab. | AUS 6   | MAL 7   | VAL Ab. | 9e         | 85     |
| 2015  | Moto2   | Kalex   | QAT 7  | AME 14  | ARG 7   | SPA Ab. | FRA 14  | ITA 8   | CAT Ab. | NED 17  | GER 11  | IND Ab. | CZE 8   | GBR 8   | RSM 8   | ARA 13  | JAP 3   | AUS Ab. | MAL 7   | VAL 13  | 11e        | 90     |
| 2016  | Moto2   | Kalex   | QAT 15 | ARG Ab. | AME 12  | SPA Ab. | FRA DNS | ITA 11  | CAT Ab. | NED 12  | GER 15  | AUT 11  | CZE 23  | GBR 12  | RSM 9   | ARA 13  | JAP 5   | AUS 3   | MAL 17  | VAL Ab. | 15e        | 61     |
| 2017  | Moto2   | Kalex   | QAT 22 | ARG 8   | AME 23  | SPA Ab. | FRA 14  | ITA 19  | CAT Ab. | NED Ab. | GER 8   | CZE Ab. | AUT Ab. | GBR Ab. | RSM 5   | ARA 9   | JAP Ab. | AUS 9   | MAL Ab. | VAL Ab. | 18e        | 43     |

Système d’attribution des points
| Position | 1er | 2e | 3e | 4e | 5e | 6e | 7e | 8e | 9e | 10e | 11e | 12e | 13e | 14e | 15e |
| Points   | 25  | 20 | 16 | 13 | 11 | 10 | 9  | 8  | 7  | 6   | 5   | 4   | 3   | 2   | 1   |

| Couleur | Résultat                     |
| ------- | ---------------------------- |
| Or      | Vainqueur                    |
| Argent  | 2e place                     |
| Bronze  | 3e place                     |
| Vert    | Terminé, dans les points     |
| Bleu    | Terminé, pas dans les points |
| Violet  | Abandon (Ab.) ou (Ret)       |
| Violet  | Non classé (NC)              |
| Rouge   | Pas qualifié (DNQ)           |
| Noir    | Disqualifié (DSQ)            |
| Blanc   | Pas au départ (DNS)          |
| Blanc   | Forfait (WD)                 |
| Blanc   | N'a pas participé (DNP)      |
| Blanc   | Blessé (INJ)                 |
| Blanc   | Exclu (EX)                   |
| Blanc   | Course annulée (C)           |

## Palmarès

### Victoires en 125 cm³: 2
| Année | Lieu du Grand Prix                    | Circuit                   | Ville          |
| ----- | ------------------------------------- | ------------------------- | -------------- |
| 2011  | Grand Prix moto de République tchèque | Circuit de Masaryk        | Brno           |
| 2011  | Grand Prix moto d'Australie           | Circuit de Phillip Island | Phillip Island |

### Victoires en Moto3: 5
| Année | Lieu du Grand Prix             | Circuit                               | Ville                |
| ----- | ------------------------------ | ------------------------------------- | -------------------- |
| 2012  | Grand Prix moto du Portugal    | Circuit d'Estoril                     | Estoril              |
| 2012  | Grand Prix moto d'Allemagne    | Sachsenring                           | Hohenstein-Ernstthal |
| 2012  | Grand Prix moto de Saint-Marin | Misano World Circuit Marco Simoncelli | Misano Adriatico     |
| 2012  | Grand Prix moto de Malaisie    | Circuit international de Sepang       | Sepang               |
| 2012  | Grand Prix moto d'Australie    | Circuit de Phillip Island             | Phillip Island       |